# Марк Емилий Лепид (консул 6 г.)
Вижте пояснителната страница за други личности с името Марк Емилий Лепид .
Марк Емилий Лепид (на латински: Marcus Aemilius Lepidus; † ок. 33 г.) е римски политик и сенатор.

## Биография
Син е на Павел Емилий Лепид (консул през 34 пр.н.е.) и Корнелия Сципиона.
Марк Лепид става през 6 г. консул и получава военни задачи. През 8 г. е произведен от Тиберий за главнокомандващ на войските, които стоят на зимен лагер след похода в Панония. Следващата година Лепид командва една част от войската на Тиберий. За успешна работа е награден с ornamenta triumphalia. По това време Липид има титлата legatus Illyrici Inferioris.
От 14 г. Лепид е легат в Близка Испания (Hispania Citerior). Вероятно още през 17 или най-късно през 26 г. е отново в Рим. Тази година Лепид става проконсул на Азия до 28 г.
Лепид реставрира на свои разноски през 22 г. Базилика Емилия.

## Деца
От съпругата си Випсания Марцела, вероятно има син и дъщеря на име Емилия Лепида, съпруга на Друз Цезар, син на Германик.